# Novovanillin
Novovanillin (3-Ethoxy-2-hydroxybenzaldehyd, ortho-Ethylvanillin) ist eine organische chemische Verbindung mit der Summenformel C9H10O3. Es ist ein Derivat des Benzaldehyds mit einer zusätzlichen Hydroxy- und einer Ethoxygruppe. Die Hydroxygruppe steht hier, wie beim ortho-Vanillin, in ortho-Stellung zur Aldehydgruppe. Im Ethylvanillin befinden sich diese beiden Gruppen in para-Stellung.
| Strukturformel von ortho-Vanillin | Strukturformel von Novovanillin | Struktur von Ethylvanillin |
| ortho-Vanillin                    | Novovanillin                    | Ethylvanillin              |
Novovanillin ist ein Feststoff, schmilzt bei 66–68 °C und siedet bei 263–264 °C.
Es sind vierwertige Vanadiumkomplexe (mit VO2+) der Formel [V(IV)O (dsal)2 (H2O)] mit ortho-hydroxysubstituierten Benzaldehyden bekannt (mit Hdsal = Salicylaldehyd, ortho-Vanillin bzw. Novovanillin).